# Lyonia latifolia
Lyonia latifolia là một loài thực vật có hoa trong họ Thạch nam. Loài này được (A. Rich.) Griseb. mô tả khoa học đầu tiên năm 1866.